# Chateaubriand (gerecht)
Chateaubriand is een malse runder-biefstuk uit één stuk voor meerdere personen (2 tot 4). De biefstuk wordt uit het meest courante middengedeelte van de runderhaas gesneden.
De naam komt van François René de Chateaubriand, Frans schrijver en politicus. Zijn kok zou voor het eerst een dergelijke biefstuk hebben bereid. Het vlees is afkomstig van de haas van een rund (niet per se van een os vandaar dat de juiste benaming runderhaas is, in plaats van de veel foutief gebruikte term ossenhaas). Dit bevindt zich in de lende van het rund en wordt beschouwd als het malste vleesdeel waar tevens tournedos uit wordt gesneden.